# De sju bajrakterna från Shala
De sju bajrakterna från Shala var en grupp om sju albanska malesorhövdingar från stammen Shala och Dukagjin som år 1806 tillsammans gick för att möta Ibrahim Pasha av Shkodra, visir (Guvernör) i Shkoder, för att diskutera nedrustningen av malesorerna. Under förhandlingar blev de förolämpade av visiren och malesorerna svarade genom att öppna eld. Visiren dödades och malesorerna sköts därefter ned av osmanska styrkor i slottet i Shkoder. Händelsen kom att bli en albansk legend.

## Bakgrund
Innan mötet med Ibrahim Pasha stred malesorerna kontinuerligt mot osmanska styrkor. Dukagjinistammen erhöll autonomi av osmanerna efter flera krig. Kara Mahmud Pasha, visiren av Shkoder, gratulerade Dukagjini till segern och tillät dem att bära vapen. Visirens bror, Ibrahim Pasha övertog titeln, men drog in malesorernas privilegier och förklarade krig. Visiren sände då en representant, Abaz Aga, för att meddela malesorerna att visiren krävde att de skulle tjänstgöra i den osmanska armen. Malesorerna misstrodde syftet med mötet och infann sig inte. Shala-stammen höll ett möte på Shala-bron där de svor sin trohet till Albanien. 

## Ingående klaner
Bajrakterna var sju till antalet:
1. Ndre Pepa (Shala)
2. Vat Nika (Pecnikajklanen)
3. Marsh Pali (Dakajklanen)
4. Hasan Pepa (Mekshajklanen)
5. Çun Luci (Docajklanen)
6. Deli Pjetra (Pjollaklanen)
7. Ndre Koltona (Pjollaklanen)

## Slaget vid Saraja
De sju bajraktarerna bestämde sig till slut för att träffa visiren i slottet i Shkoder. Mötet ledde till det som sedan kom att bli känt som Slaget vid Saraja. Tidigare möten hade lett till att malesorerna mördats av visirens styrkor. Vid ankomsten lämnade bajraktarerna från sig sina gevär, men behöll sina handeldvapen. Under mötet förolämpade visiren malesorerna vilka öppnade eld. Visiren flydde och malesorerna sköts till döds.. Den ende överlevande efter slaget, Deli Pjetri, flydde till en slottsvakt som arbetade i Shkoder. Han hette Qatipi och var från Kosovo. Qatipis far krävde att han skulle lämna över Pjetri till osmanerna men sonen vägrade på grund av den albanska besan. Nyheterna om slaget vid Saraja spred sig fort och Deli Pjetri återvände hem till sin by, men möttes av hård kritik. De anklagade honom för feghet och hans mor frågade varför han lämnat sina kamrater. Djupt besvärad av kritiken återvände Deli Pjetri till Shkoder och mötte där en annan malesor, Vuksjan Gjoni. Tillsammans beslöt de sig för att anfalla slottet där bajraktarerna dödats. Pjetri och Gjoni dödade sju soldater innan de sköts ner av vakterna. 
Historien om de sju bajraktarerna blev en legend för folket i Shkoder och Kosovo och de nämns ofta i albansk folktro. En organisation i dagens Dukagjin är döpt efter dem.